# Darmstadtiu
Darmstadtiul (simbol Ds), cunoscut anterior sub numele de ununnilium, este un element chimic cu numărul atomic 110, descoperit în 1994 de Societatea pentru Cercetarea Ionilor Grei (elementul e numit după orașul în care își are sediul această societate). Este unul dintre așa-numiții atomi super-grei. Acest element sintetic se dezintegrează repede: izotopii săi de masă 267 până la 273 au timpi de înjumătățire care se măsoară în microsecunde. Izotopi mai grei ai darmstadtiului, de masă 279 și 281, au fost sintetizați ulterior și sunt mai stabili, cu timpi de înjumătățire de 0,18 secunde și 11,1 secunde respectiv.

## Legături externe
- Darmstadtium at The Periodic Table of Videos (University of Nottingham)